# Isérables
Isérables est une commune suisse du canton du Valais située dans le district de Martigny, sur la rive gauche du Rhône.

## Géographie

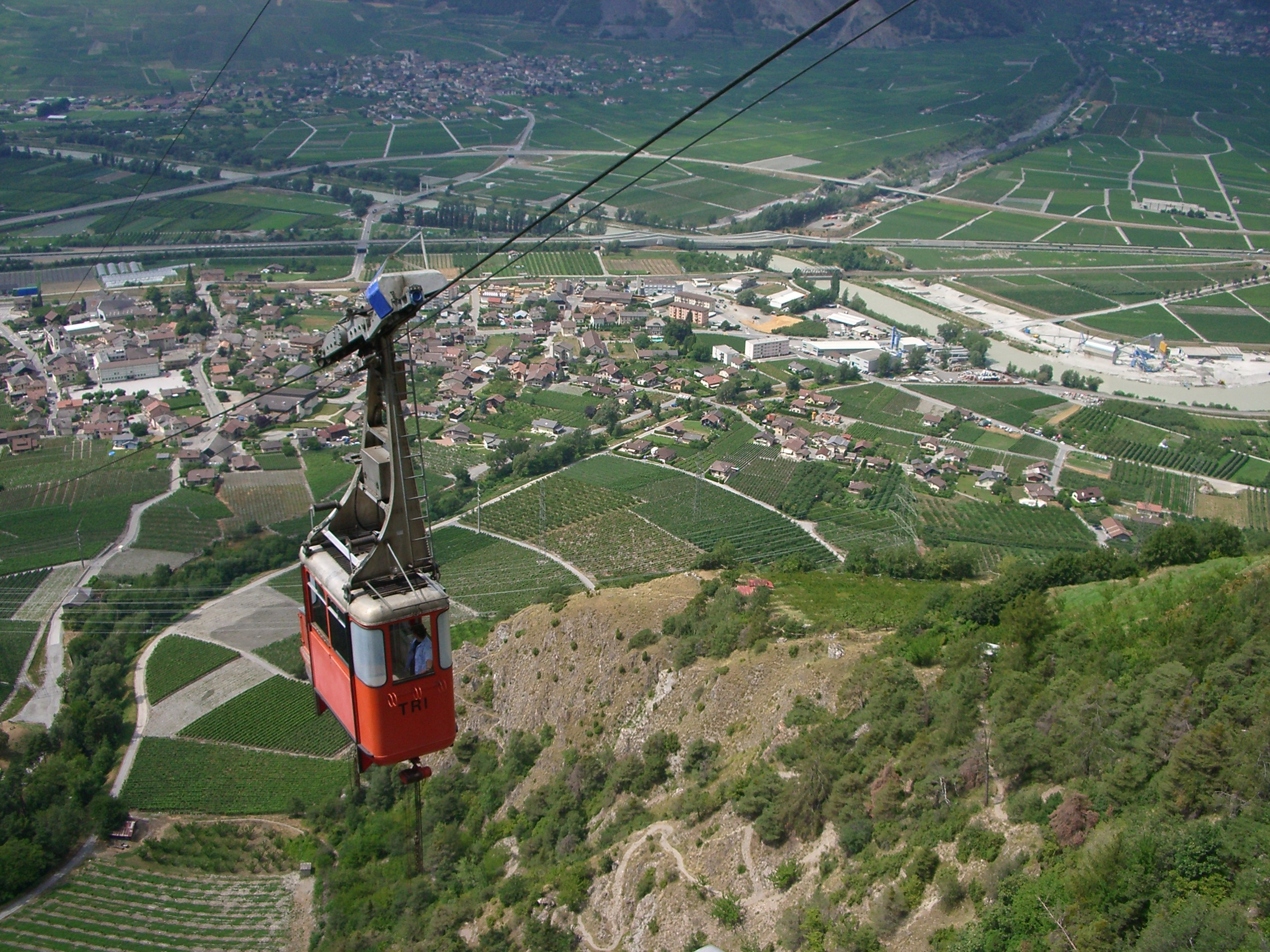
Le téléphérique Riddes-Isérables.

Isérables est situé dans la vallée alpine de la Faraz, entre la plaine du Rhône à 476 m et la pointe de Champs Ferret à près de 2 750 m d'altitude. Le village d'Isérables est accroché à la pente, à 1 116 m d'altitude.
Le territoire d'Isérables s'étend sur 15,23 km2. Lors du relevé de 2013-2018, les surfaces d'habitations et d'infrastructures représentaient 3,6 % de sa superficie, les surfaces agricoles 19,3 %, les surfaces boisées 55,0 % et les surfaces improductives 22,5 %.
Bien visible depuis Riddes, mais aussi depuis les grands axes de communication de la plaine, le village est pourtant resté longtemps sans route d’accès.  Les hottes et paniers servant aux transports à dos ou avec les mulets se sont maintenus jusqu’au milieu du XXe siècle. Les bâtiments construits pour la plupart en maçonnerie à la suite d’un grand incendie en 1881, sont implantés dans la forte pente en suivant les courbes de niveau.
En 1942, le téléphérique Riddes-Isérables est inauguré et rapproche ainsi la plaine à moins de dix minutes de la commune de montagne. Il a été remplacé en 2009.

## Toponymie
Le nom de la commune remonte au bas latin acĕrābŭlu, qui désigne l'érable. Sa première occurrence écrite date de 1227, sous la forme d’Aserablos.
La commune se nomme Ijèrâblyo en patois valaisan.

## Population et société

### Gentilé et surnom
Les habitants de la commune se nomment les Isérablains.
Ils sont surnommés les Bèdjuis (fém. : Bèdjuasses) en patois valaisan. La tradition populaire donne le sens de bédouins à cette forme, mais elle est en fait un dérivé d'origine obscure.

### Démographie

#### Évolution de la population
La commune compte 809 habitants au 31 décembre 2023 pour une densité de population de 53 hab/km2. Sur la période 2010-2023, sa population a diminué de −8,2 % (canton : 17,0 % ; Suisse : 9,4 %).  

#### Pyramide des âges
En 2023, le taux de personnes de moins de 30 ans s'élève à 25,6 %, au-dessous de la valeur cantonale (31 %). Le taux de personnes de plus de 60 ans est quant à lui de 36,7 %, alors qu'il est de 27,5 % au niveau cantonal.
La même année, la commune compte 407 hommes pour 402 femmes, soit un taux de 50,3 % d'hommes, supérieur à celui du canton (49,9 %).
| Hommes | Classe d’âge | Femmes |
| ------ | ------------ | ------ |
| 0,7    | 90 ans ou +  | 2,5    |
| 11,1   | 75 à 89 ans  | 14,9   |
| 21,6   | 60 à 74 ans  | 22,6   |
| 19,9   | 45 à 59 ans  | 18,9   |
| 20,9   | 30 à 44 ans  | 15,7   |
| 12,0   | 15 à 29 ans  | 10,4   |
| 13,8   | - de 14 ans  | 14,9   |

| Hommes | Classe d’âge | Femmes |
| ------ | ------------ | ------ |
| 0,6    | 90 ans ou +  | 1,3    |
| 8,0    | 75 à 89 ans  | 10,1   |
| 17,1   | 60 à 74 ans  | 17,9   |
| 21,0   | 45 à 59 ans  | 20,7   |
| 21,3   | 30 à 44 ans  | 20,1   |
| 17,3   | 15 à 29 ans  | 16,0   |
| 14,7   | - de 14 ans  | 14,0   |

## Économie
La fabrique d'horlogerie Ébauches SA en 1957 et des usines de montage en 1965, 1970 et 1976 créent de nombreux emplois dans la commune. 
Si les premiers téléskis et autres remontées mécaniques (jusqu'à 2 400 m) apparaissent en 1970, le développement touristique est resté modeste.

## Culture et patrimoine

### Patrimoine bâti
Église paroissiale Saint-Théodule. Saint Théodule ou Théodore est le premier évêque connu du Valais. L'édifice est élevé en 1827 par Charles Mério sur les fondations d’une chapelle de 1613, dont subsistent le chœur et le clocher. Restauration 1998-1999. Autels et fonts baptismaux provenant de l'ancien sanctuaire du XVIIe siècle. Vitraux et chemin de croix par Jean-Claude Morend, réalisé par l'entreprise Fleckner, de Fribourg. Sous l'église coule une source ornée d'une statue de la Vierge.

Vue aérienne (1949).

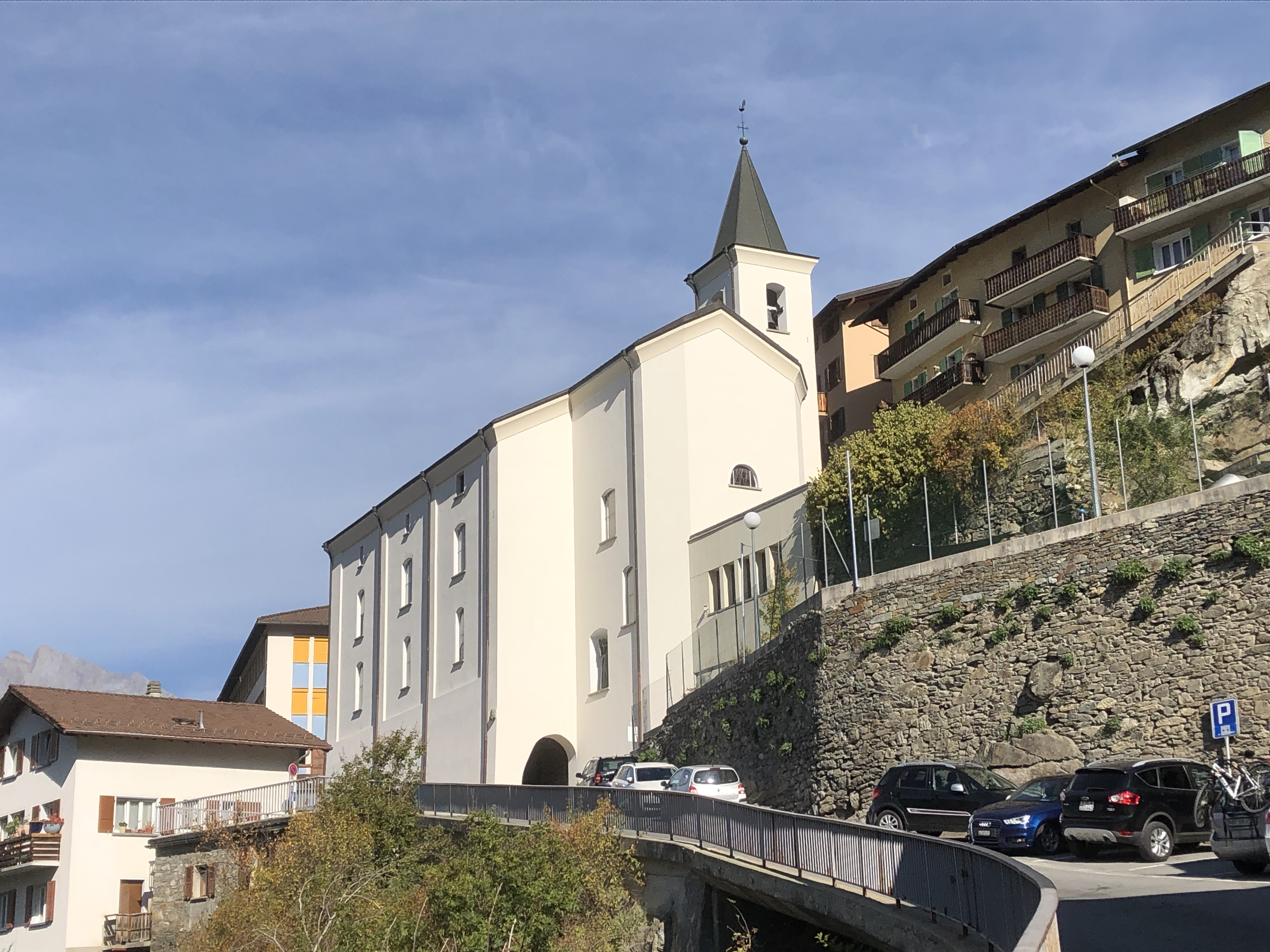
Vue générale.
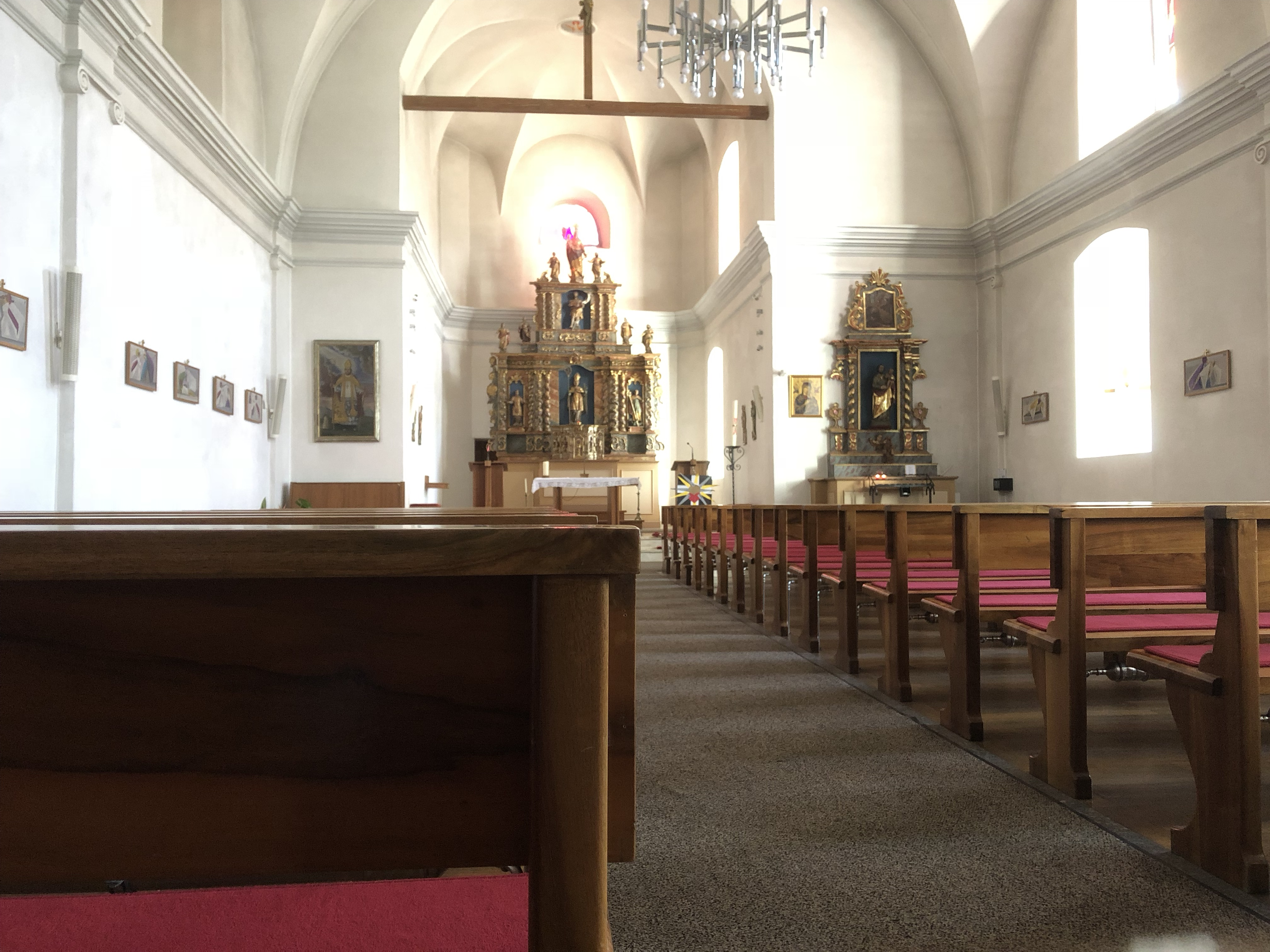
Vue intérieure.
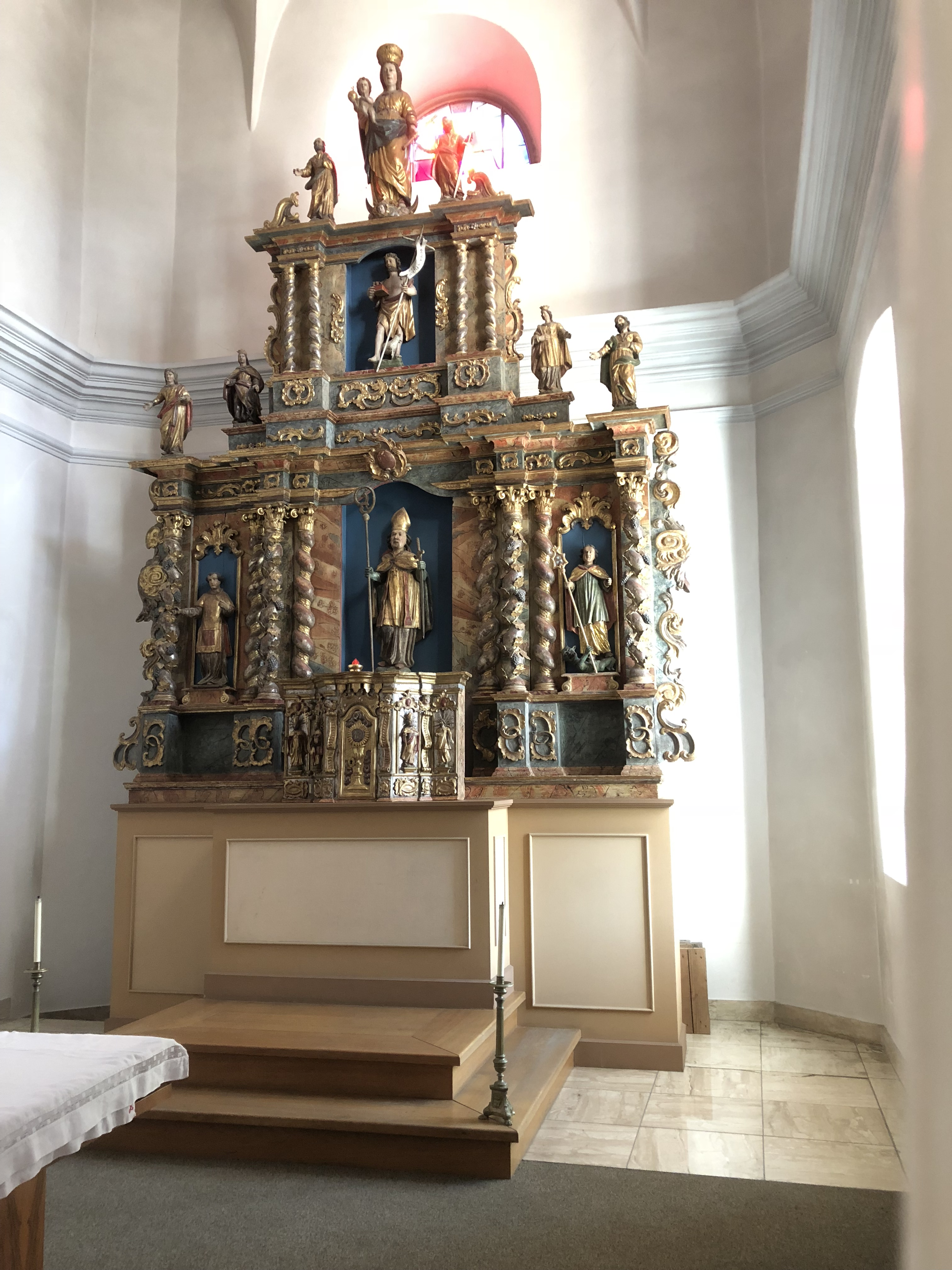
Maître-autel provenant de l'ancienne chapelle.
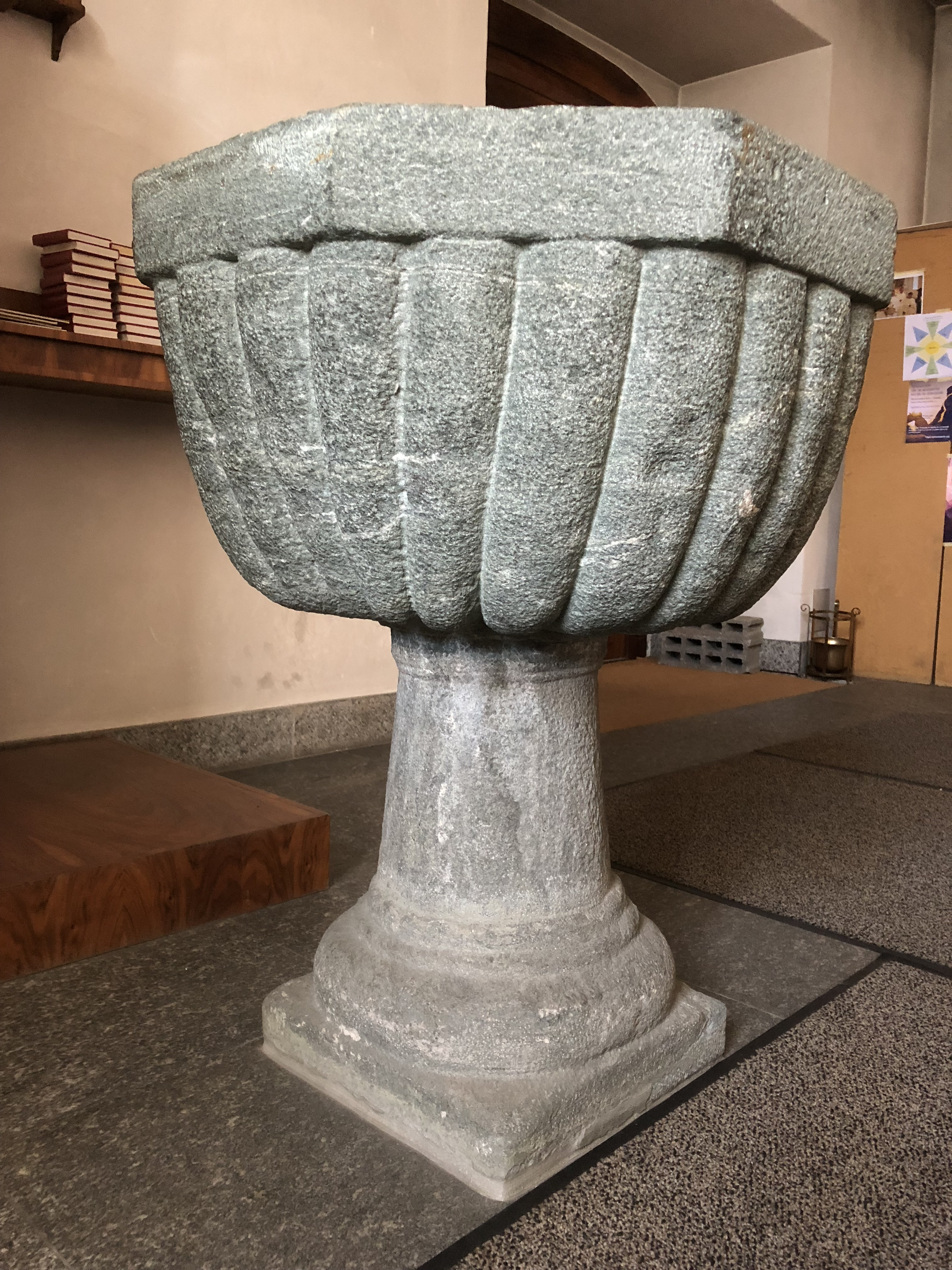
Fonts baptismaux.
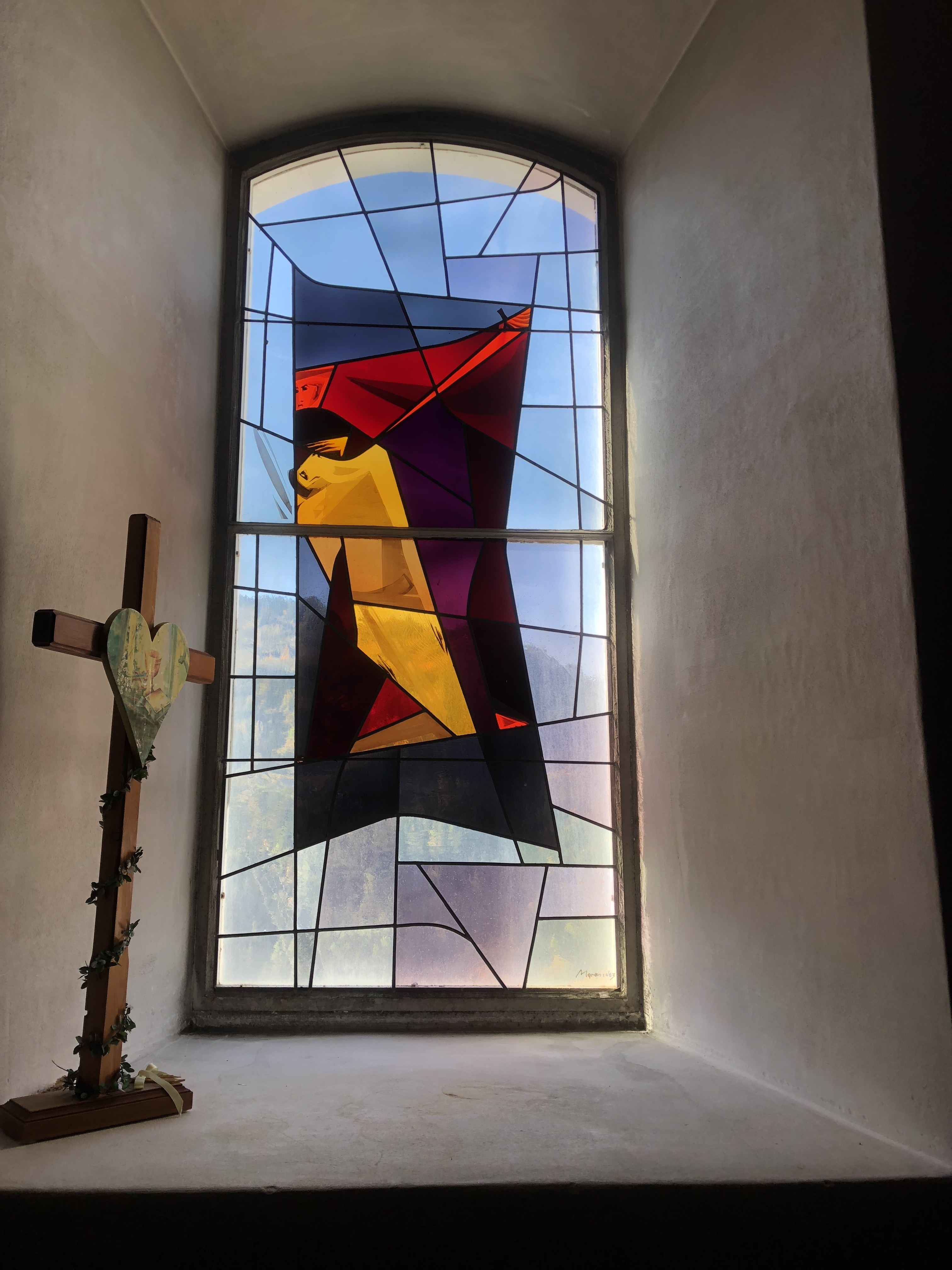
Vitrail.

### Musées
La Fondation Pro Aserablos veille au maintien et à la mise en valeur du patrimoine culturel d'Isérables. Elle a ouvert en 2003 un Musée qui met l'accent sur la manière dont une communauté alpine a su au cours des siècles développer ses activités en tenant compte de la topographie marquée par une pente très forte. Conçu par l'architecte Pierre Cagna et la scénographe Marie-Antoinette Gorret il est le cœur de l'activité de mémoire de la commune dont un autre élément original est constitué par le Chemin d'écoute réalisé par le compositeur Pierre Mariétan (de).

### Héraldique
| Blason | Blasonnement : « Tranché d'azur et d'or à trois coupeaux de sinople en pointe, une feuille d'érable du même brochant. » |

Les armoiries d'Isérables sont modernes. Les couleurs sont une référence aux armes de Grossi du Châtelar. La feuille d'érable symbolise le nom de la commune.

### Fonds d'archives
- Fonds : Isérables, Commune / Paroisse (1270-1975) [4,99 mètres].  Cote : CH AEV, AC Isérables. Sion : Archives de l'État du Valais (présentation en ligne).